# Belly Full of Turkey
"Belly Full of Turkey" es el noveno episodio de la primera temporada de How I Met Your Mother. Se transmitió el 21 de noviembre de 2005.

## Trama
Es hora del Día de Acción de Gracias, y Marshall y Lily van a visitar la familia de Marshall en Minnesota. Mientras que Marshall disfruta un juego inventado por su familia, Lily está en la cocina. Mientras ayuda allí, escucha qué tan grandes son los sobrinos de Marshall, y comienza a asustarse pensando que tendrá un bebé enorme. Finalmente, en la cena, Lily huye y se compra una prueba de embarazo. Luego, Marshall descubre que Lily ha sido arrestada por orinar en público, y se dirige a la estación para liberar a Lily y hablar con ella. Lily le dice a Marshall sus preocupaciones al criar una familia de "gigantes que aman la mayonesa en Minnesota", pero Marshall le asegura que no se quedarán en Minnesota, y alivia los miedos de Lily. Finalmente, Marshall y Lily descubren que no está embarazada, y regresan a Eriksen. 
Mientras tanto, Robin y Ted no tienen planes para el día de Acción de Gracias, y deciden ayudar en un refugio. Cuando llegan, encuentran a Barney haciendo de voluntario, y piden para ayudar. El organizador les dice que ya tienen suficientes voluntarios, pero después de rogar un poco, pueden ayudar. Pronto después, descubren que no toda la comida que reciben es distribuida para los pobres; muchos voluntarios roban la comida, especialmente comida extraña. Ted, al ver que es egoísta, comienza a distribuir comida extraña a los necesitados. Ted, Robin y Barney son echados, y Barney (quién fue voluntario por un año) se enoja con Ted; al final parece que Barney hizo de voluntario para un servicio comunitario después de ser arrestado por orinar en público. Ted y Robin se ponen de acuerdo en ir a un club de strip, The Lusty Leopard, con Barney para el Día de Acción de Gracias, y Ted, en un acto de caridad, le paga a un extraño un baile en las piernas. Al ver esto, una bailadora de allí felicita a Ted por ese comportamiento, revelando su nombre: Tracy. En el año 2030, el Ted del futuro le cuenta a sus hijos, "Y esa es la historia de cómo conocí a su madre", sorprendiendo a los chicos antes que Ted revelase que estaba bromeando.

## Música
- We Are Scientists - "Nobody Move, Nobody Get Hurt"
- The 88 - "You Belong to Me"
- Styx - Mr. Roboto
- Barney canta "Little Red Riding Hood" del álbum Into the Woods cuando hace de voluntario.